# ブランド (ミズーリ州)
ブランド（英: Bland）は、アメリカ合衆国のミズーリ州ガスコナード郡とオセージ郡にまたがる都市。2000年国勢調査時の人口は565人。
オセージ郡地区はジェファーソンシティ大都市圏に属する。
およそ20人から成る消防団があり、ブランドと近隣のレッドバードを管轄している。

## 地理
国勢調査局の調査では総面積1.7平方キロ（0.6平方マイル）で、全域を陸地が占める。

## 歴史
同州選出の下院議員、リチャード・パークス・ブランドにちなみ名づけられたが、彼はこの地に暮らしたことはなく、自身の選挙区でもなかった。また気候がとても穏やかだったことから、そのような意味を持つ「ブランド」という英単語をそのまま冠して名づけたという説もある。

## 人口動態
2000年の国勢調査時点でこの市には565人、247世帯、142家族が暮らしていた。人口密度は1平方キロあたり340.9人で、平方マイルに換算すると880.6人となる。住居数は299軒で、1平方キロあたりに180.4軒（1平方マイルあたりでは466.0軒）建っていることになる。住民のうち白人が97.88%を、アフリカ系が0.18%を、その他が0.18%を、混血が1.77%をそれぞれ占める。
247世帯のうち29.1%は18歳未満の子供と暮らしており、44.9%は夫婦で生活している。10.9%は未婚の女性が世帯主であり、42.5%は家族以外の住人と同居している。37.2%が独り身世帯で、21.5%を独居老人が占める。1世帯あたりの平均構成人数は2.26人、家庭の構成人数は2.94人である。
住民のうち24.1%が18歳未満の未成年、8.0%が18歳以上24歳以下、28.7%が25歳以上44歳以下、22.3%が45歳以上64歳以下、17.0%が65歳以上となっており、平均年齢は39歳である。女性100人に対し男性が92.2人いる一方、18歳以上の女性100人ごとに対しては94.1人いる。
一世帯あたりの平均収入は26,667米ドルで、家族ごとでは34,659米ドルである。男性の平均収入は24,286米ドル、女性の平均収入は18,977米ドルで、労働者でない人々も含めた住民一人当たりの収入は13,102米ドルとなる。総人口の11.5%、家族の5.3%、18歳未満の子どもの12.8%、および65歳以上の老人の21.8%は貧困線以下の収入で生計を立てている。